# لغة جانبية

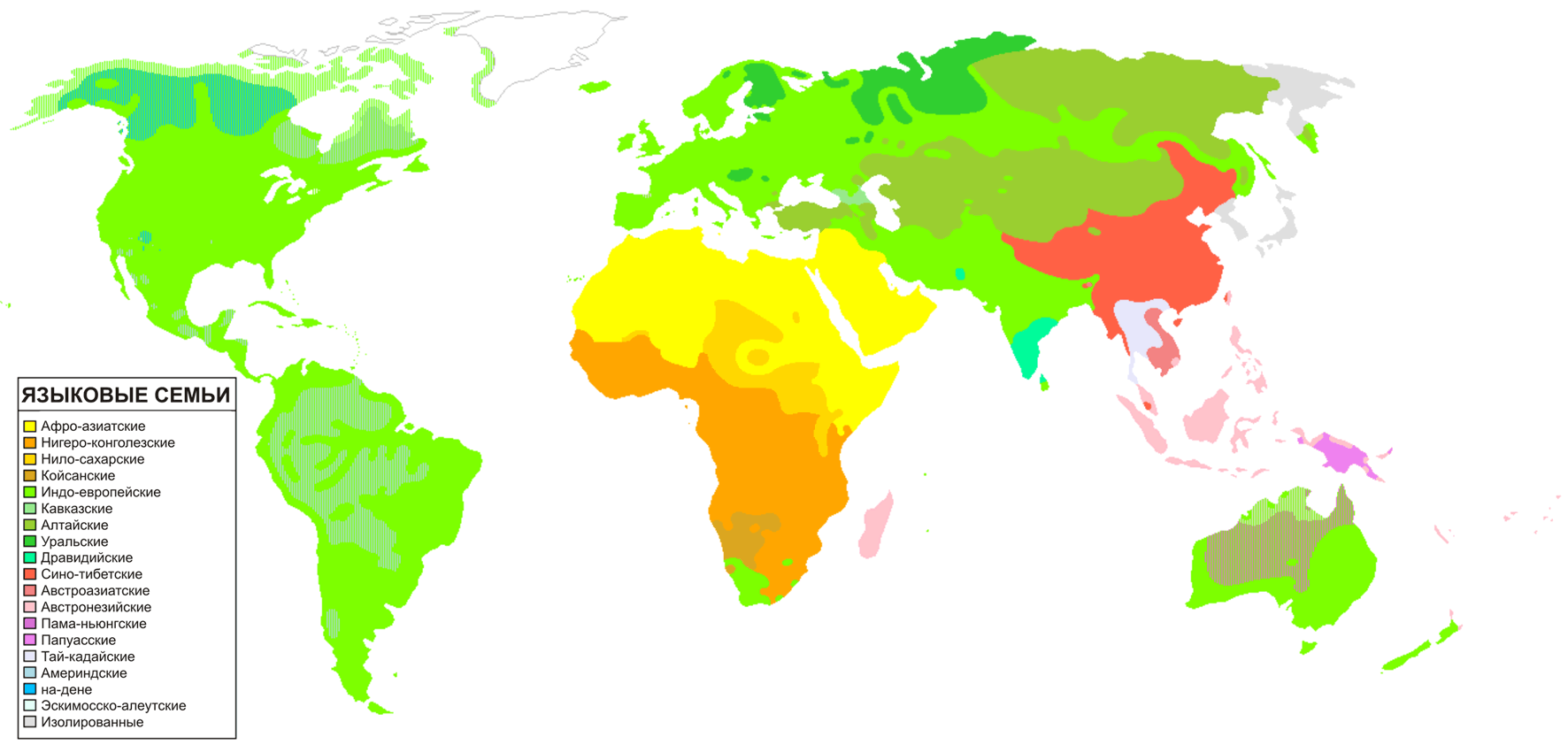

اللغة الجانبية أو اللغة المصاحبة أو اللغة الموازية (بالإنجليزية: Paralanguage, Paralingual بارالانغويج من پارا παρα  اليونانية القديمة بمعنى "إلى جانب" و لنغوة lingua اللاتينية بمعنى لسان أو لغوة)‏ أو الصوتيات (بالإنجليزية: vocalics)‏ هي اللغة الصوتية المنطوقة المصاحبة للخطاب الكلامي اللغوي وليست منه ولكنها مكملة له وتؤثر في معناه كأن تضيف إلى المعنى أو حتى تعكسه تماماً. عُرّبت أيضاً إلى اللغة المساعدة أو اللغة المحاذية أو نظائر اللغة أو شبه اللغة أو جَنائِبُ الكَلاَم.
اللغة الجانبية هي من أشكال الاتصال أو التعبير غير اللغوي وتشمل المكونات غير اللفظية وغير المعجمية للكلام بما يعكس الموقف السياقي الشفهي مثل سرعة الكلام، درجة الصوت، ارتفاعه، عمقه، حدته، النغمة، النبرة، التوقيت، الإيقاع، التجويد، التشكيل، التوقفات، الانعطاف، اللهجة أو اللكنة، التشديد، الهمهمة وعيوب الكلام أو النطق: مثل التمتمة والفأفأة وغيرها من الأداءات والسمات والملامح الصوتية المصاحبة للكلام أو في حواشي اللغة التقليدية.
تسمى اللغة الجانبية بالأداءات الخارجية أو القرائن الجانبية تمييزاً لها عن الأداءات الداخلية أو القرائن الداخلية للغة أي القرائن الصوتية والصرفية والتركيبية النحوية والمعجمية والبيانية للكلمة أو التركيب.
يسمى علم دراسة اللغة الجانبية بعلم اللسانيات الجانبية أو اللغويات الموازية أو علم اللغة المصاحبة (بالإنجليزية: Paralinguistics)‏ وكان من أول من درسها علماء أمريكان في منتصف القرن العشرين أثناء عملهم في معهد وزارة الخارجية الأمريكية Foreign Service Institute أبرزهم جورج لينارد تريغر الذي عمل في نفس المعهد مع تشالرز فرنسيس هوكيت وهنري لي سميث على تطوير اللسانيات الوصفية ومع إدوارد تي هال على تطوير القربيات ومع راي بردوستل على تطوير علم الحركة التواصلي.

## لغة الجسد واللغة الجانبية
يصنف البعض اللغة الجانبية على أنها أحد أنواع لغة الجسد بينما يعتقد البعض الآخر العكس أي يصنف لغة الجسد والسياقات الأخرى على أنها جزء من اللغة الجانبية.
الفروق الرئيسية بين لغة الجسد واللغة الجانبية هي
- أن لغة الجسد تحلل حركات ووضعيات الجسم كله في حين أن اللغة الجانبية تلاحظ المكونات الصوتية للكلام نفسه، أي الصوتيات فقط وليس لغة الجسد ولا لغة الإشارة
- يتم نقل لغة الجسد من خلال الجسم كله بينما يتم نقل اللغة الجانبية عن طريق الفم فقط
- يمكن فهم لغة الجسد من خلال الرؤية أو البصر بشكل رئيسي بينما يتم فهم اللغة الجانبية من خلال السمع بشكل رئيسي